# إلياس زخورة

غلاف الجزء الأول من كتاب "مرآة العصر" لإلياس زخورة

إلياس زخورة (؟ - نحو 1350 ه‍/؟ - نحو 1931 م)، جماع تراجم، أكثرها بأقلام أصحابها. لبناني عامي هاجر إلى مصر شاباً مع يعقوب صروف وفارس نمر، في باخرة واحدة. وارتفع شأنهما وبقي هو يقصد أهل الثروات ويستكتبهم ترجماتهم ثم يقيسها على عطاياهم فان نقصت العطيةُ انقص سطور الترجمة وإن زادت استعان بأحد الكتاب وزاد. صنف من هذا النوع كتباً ضمنها سير بعض العلماء والكبراء تزييناً لها بتراجمهم، فأصبحت من المراجع، وهي: «مرآة العصر في تاريخ ورسوم أكابر الرجال بمصر» ثلاثة أجزاء في مجلد، بدأ طبعه سنة 1897 و«مجلد آخر» سماه المجلد الثاني من «مرآة العصر» و«السوريون في مصر» بدأ بطبعه سنة 1927. وله أخبار طريفة مع بعض من كان يسعى للحصول على ترجماتهم وأعطياتهم. وعاش فقيراً متجملاً. ومات في القاهرة.